# Raimo Ilaskivi
Raimo Ilaskivi, do roku 1947 Hämäläinen, (* 26. května 1928 Ruokolahti) je finský politik a veřejný činitel. V letech 1979–1991 byl starostou Helsinek.

## Život a politická kariéra
Raimo Ilaskivi se narodil jako Raimo Hämäläinen 26. května 1928 Ruokolahti (dříve Ruokolax) na jihovýchodě Finska, asi 20 km od současných ruských hranic. Jeho otec byl úředník, matka učitelka na základní škole. Po útoku SSSR na Finsko v roce 1939 uprchl spolu s matkou do 50 km vzdáleného města Puumala a odtud do Siikainen nedaleko západního pobřeží Finska, zatímco jeho otec sloužil jako důstojník u průzkumnických jednotek finské flotily. Po válce se celá rodina usadila v městu Rauma u Botnického zálivu. Roku 1947 si změnil příjmení na Ilaskivi.
Po maturitě vystudoval na univerzitě v Helsinkách národní hospodářství, finance a statistiku a později získal doktorát na univerzitě v Chicagu. Od roku 1951 působil v bankovnictví, kde později dosáhl významného postavení (např. v letech 1957–1979) byl prezidentem finské průmyslové banky (Suomen Teollisuuspankin toimitusjohtajana).
Záhy začal Ilaskivi působit i v politice. Roku 1957 byl zvolen do zastupitelstva Helsinek, kde setrval až do roku 1979, a v letech 1959–1979 byl členem městské rady a v letech 1979–1991 zastával dokonce úřad primátora. Jako člen Národní koaliční strany (Kansallinen kokoomus) byl roku 1962 zvolen do parlamentu, kde působil až do roku 1975. Za stranu také v roce 1994 neúspěšně kandidoval na úřad finského prezidenta. V letech 1996–1999 působil jako poslanec v Evropském parlamentu.
Během svého života získal Ilaskivi řadu finských i zahraničních vyznamenání. Je také dlouholetým členem ekumenického Řádu sv. Konstantina, kde v letech 1999–2009 zastával funkci kancléře a roku 2009 jej velmistr Friedrich Christian von Beaufort-Spontin jmenoval vicevelmistrem.